# El Paraíso (El Salvador)
El Paraíso è un comune del dipartimento di Chalatenango, in El Salvador.